# Хеклинг

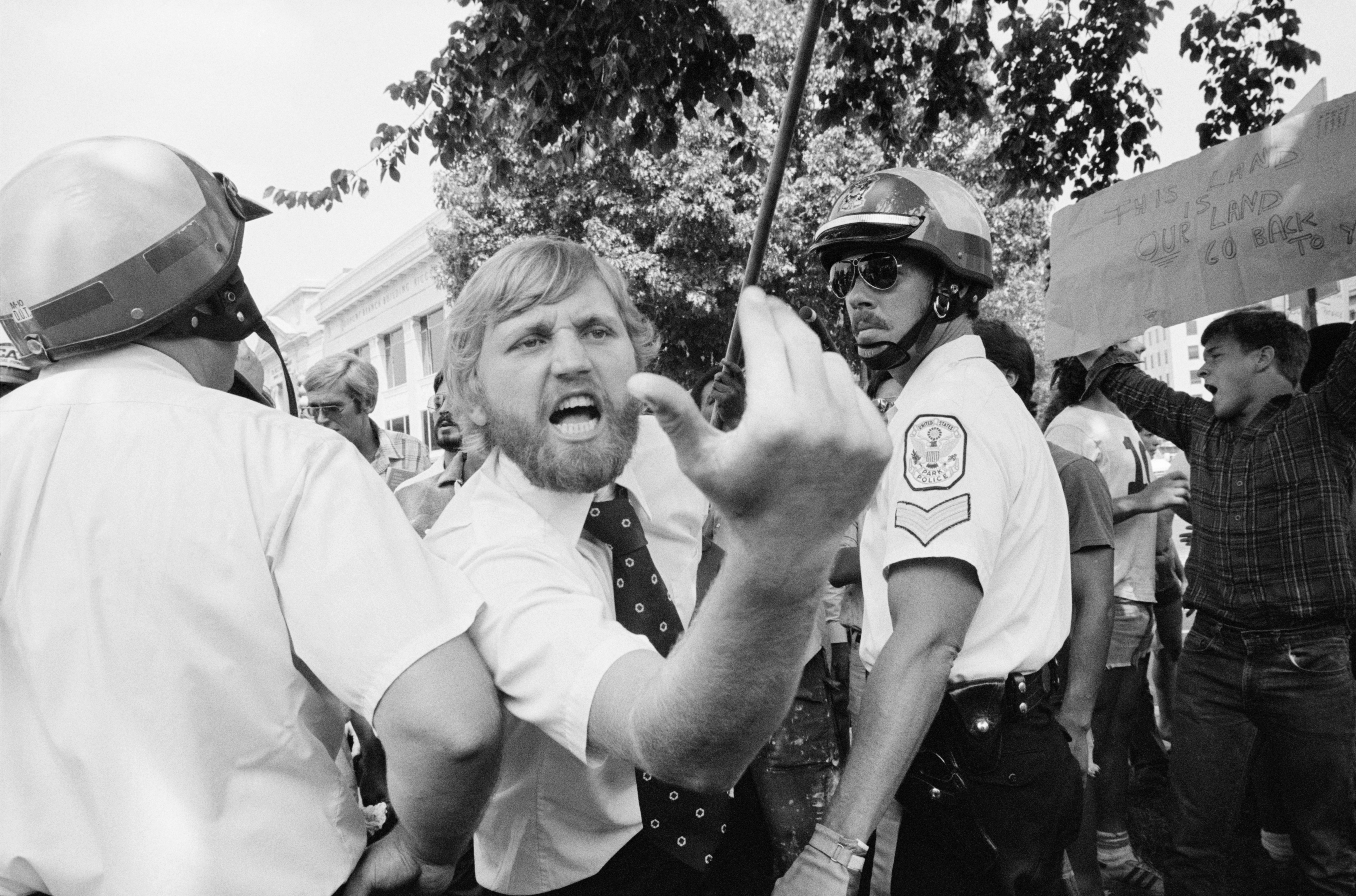
Хеклер пытается прорваться сквозь полицейское оцепление на демонстрации иранцев в Вашингтоне, посвящённой захвату американских заложников в Иране. Август 1980 года.

Хеклер (англ. Heckler) — человек, который беспокоит и пытается смутить других вопросами, вызовами или ставя их в неудобную ситуацию. Хеклерами часто называют людей, выкрикивающих пренебрежительные фразы на выступлениях и различных мероприятиях с целью помешать исполнителям.

## Происхождение
Изначально heckle обозначало "расчёсывать волокна льна или пеньки". Дополнительное значение слова появилось в Шотландии, а именно, предположительно в начале 19-го века, в Данди, где хеклеры, которые расчёсывали лён, получили репутацию самого радикального и воинственного элемента среди рабочей силы. На одной из фабрик, в то время как остальные работали, один хеклер зачитал новости дня в сопровождении яростных дебатов.
Хеклинг был главной частью театра водевилей. Иногда он включался в игру. В еженедельном телесериале Милтона Берла в 1960-х годах появился хеклер по имени Сидней Спритцер, которого сыграл комик Ирвинг Бенсон. В 70-х и 80-х годах «Маппет-шоу», которое также было построено вокруг темы водевиля, показало двух хеклеров, Сталтера и Уолдорфа (двух стариков, названных в честь известных отелей). Теперь хеклеров можно услышать на комедийных выступлениях, где они пытаются мешать или конкурировать с артистами.

## В политике
Политики, выступающие перед живой аудиторией, имеют меньшую свободу действий, чтобы справиться с хеклерами. Юридически такое поведение может представлять собой защищённую свободу слова. Грубые или принижающие реплики от хеклеров часто выводят политиков из себя, что и является их целью. Однако некоторые политики импровизируют соответствующий и остроумный ответ и выходят из ситуации победителями. Одним из признанных экспертов в этом был Гарольд Уилсон, премьер-министр Великобритании в 1960-х годах:
Хеклер: (прерывая речь Уилсона о планах расходов лейбористов) Как насчёт Вьетнама?
Уилсон: Правительство не планирует увеличивать государственные расходы во Вьетнаме.
Хеклер: Чушь!
Уилсон: Через минуту я вернусь к вашему особому интересу, сэр.
Речь Мартина Лютера Кинга «У меня есть мечта» была в значительной степени ответом стороннику Махалии Джексон, прерывавшей его выступление криками «Расскажи им о мечте, Мартин». В этот момент Кинг прекратил читать свою ранее подготовленную речь и начал импровизировать оставшуюся часть — эта импровизированная речь является самой известной и часто считается одной из лучших за все времена.
Во время предвыборной кампании перед победой в президентской гонке в 1980 году, Рональд Рейган был привлечён членом аудитории, который продолжал прерывать его во время выступления. Рейган пытался повторить свою речь три раза, но после того, как его вновь прервали, он посмотрел на хеклера и рявкнул на него: «О, заткнись!», сорвав овации аудитории.
В 1992 году кандидат в президенты Билл Клинтон был прерван Бобом Рафски, членом группы по борьбе со СПИДом ACT UP, который обвинил его во время митинга в том, что он «умирает от амбиций стать президентом». Клинтон снял микрофон со стойки, указал на хеклера и прямо ответил ему: «[…] Я обращаюсь с вами и со всеми другими людьми, которые прерывали мои митинги, с гораздо большим уважением, чем вы относитесь ко мне, и пришло время подумать об этом!», за что получил аплодисменты.

### Контроль аудитории
Один современный политический подход, препятствующий хеклингу — обеспечить, чтобы основные события проходили перед «ручной» аудиторией или проводились с ограничениями на то, кто может оставаться в помещении (см. также астротурфинг). Недостатком этого является то, что инциденты, связанные с хеклингом, ещё более заслуживают освещения в СМИ. Это случилось с Тони Блэром во время визита в больницу в ходе всеобщей избирательной кампании 2001 года и снова в 2003 году во время выступления.
В 2004 году американский вице-президент Дик Чейни был прерван в середине речи Перри Паттерсон, матерью среднего возраста, во время предвыборной гонки. После нескольких поддерживающих выкриков («Ещё четыре года», «Вперёд Буш!»), Паттерсон крикнула «Нет, нет, нет, нет». Её попросили удалиться из аудитории, но она отказалась и была арестована за преступное посягательство.
Позже, в 2005 году, Чейни подвергся хеклингу во время поездки в Новый Орлеан, после урагана «Катрина». Инцидент произошёл во время пресс-конференции в Галфпорте (Миссисипи), в районе, который был оцеплен по соображениям общественной безопасности. Тем не менее, врач скорой помощи Бен Марбл смог подобраться достаточно близко к сцене и выкрикнул: «Трахни сам себя, мистер Чейни». Дик рассмеялся и продолжил речь. Выкрик был отсылкой на использованную Чейни в предыдущем году фразу во время горячего диалога с сенатором Вермонта Патриком Лихи, когда Дик сказал «Трахни сам себя».
15 октября 2005 года «The Scotsman» сообщил: «Иранский посол доктор Сейед Мохаммед Хоссейн Адели… выступая на ежегодной конференции „Кампания за ядерное разоружение“ (CND)… Во время своего выступления в CND нескольким людям было предложено покинуть зал после протестов против заявления Ирана о правах человека. Несколько протестующих выкрикивали „фашисты“ в сторону посла и организаторов конференции. Уолтер Вольфганг, 82-летний сторонник мира, который был вынужден покинуть конференцию Лейбористской партии в прошлом месяце, был в аудитории».
С 2005 года хеклинг стал более распространённым в Швейцарии. Музыканты Базеля и Цюриха стали всё более пристальным вниманием хеклеров. Эти нападки в первую очередь совершаются иностранцами и часто встречаются с положительным ответом от не швейцарских исполнителей, которые приветствуют взаимодействие с аудиторией.
20 апреля 2006 года хеклер из духовного движения Фалуньгун, Ван Веньи, попал в Белый дом США в качестве репортёра и прервал официальную церемонию прибытия китайского президента Ху Цзиньтао. В момент выступления Ху на мероприятии, Ван, сидящий на верхнем ярусе, предназначенном для печати, начал кричать по-английски и по-китайски: «Президент Буш остановит его. Прекрати этот визит. Прекрати убийства и пытки». Президент Буш позже извинился перед своим гостем.
9 сентября 2009 года представитель Джо Уилсон крикнул «Ты лжёшь!» президенту Бараку Обаме после того, как тот заявил во время выступления, что его план медицинского обслуживания не будет субсидировать покрытие для нелегальных иммигрантов. Позднее Уилсон извинился за свой выкрик.
25 ноября 2013 года Ю Хонг, 24-летний южнокорейский иммигрант без легальных документов, крикнул Обаме, чтобы он использовал свою исполнительную власть для прекращения депортации нелегальных иммигрантов. Обама сказал: «Если бы я мог решить все эти проблемы без принятия законов в Конгрессе, тогда я бы сделал это». «Но мы также нация законов, это часть нашей традиции», продолжил он. «И поэтому легкий выход — попытаться кричать и притворяться, будто я могу что-то сделать, нарушая наши законы. И то, что я предлагаю, — это более трудный путь, который должен использовать наши демократические процессы для достижения той же цели».

## В спорте
Хеклеры также встречаются на спортивных соревнованиях, и обычно (но не всегда) направляют свои насмешки на гостевую команду. Поклонники команды по американскому футболу «Филадельфия Иглз» известны как хеклеры. Среди самых известных инцидентов буканье и бросание снежков в артистов, одетых как Санта-Клаус, во время шоу в перерыве матча в 1968 году, также они радовались травме игрока гостевой команды, Майкла Ирвина, в 1999 году, которая привела к завершению его карьеры. Спортивный хеклинг также включает в себя бросание объектов на поле, что привело к тому, что большинство спортивных стадионов запретили пронос стеклянных сосудов и бутылок. Ещё одним известным хеклером является Роберт Саз, который регулярно посещает бейсбольные игры команды «Тампа-Бэй Рейс» и известен тем, что громко троллит одного из игроков противоположной команды в течение игры или серии. Бывшая югославская футбольная звезда, Деян Савичевич поучаствовал в печально известном инциденте с хеклером, когда во время интервью на улице он услышал в свой адрес выкрик: «Ты кусок дерьма!». Деян отчитал этого человека и продолжил давать интервью.
В английском и шотландском футболе распространены хеклинг, ругань с трибун, футбольные песнопения и кричалки, такие как, «Who Ate All the Pies?» (Кто съел все пироги?), посвящённая Уильяму Фолку, который имел лишний вес.
Австралийская спортивная аудитория известна творческим хеклингом. Возможно, самым известным является Ябба, в честь которого была названа трибуна стадиона «Sydney Cricket Ground», а также установлена статуя.
На драфтах НБА последних лет многие фанаты хеклят аналитика и ведущего ESPN Стивена Смита. Они даже сделали куклу из носка названную в его честь.
Теннисные болельщики также известны хеклингом. Некоторые начинают кричать во время розыгрыша очка, чтобы отвлечь игрока. Ещё один распространённый хеклинг от поклонников тенниса — аплодировать после ошибки в подаче (такое поведение считается грубым и неспортивным).
В 2009 году аутфилдер «Торонто Блю Джейс» Алекс Риос стал жертвой хеклинга, произошедшего после мероприятия по сбору средств. Инцидент произошёл после того как Риос отказался дать автограф молодому фанату, в тот же день он получил 5 страйкаутов в игре против «Лос-Анджелес Энджелс». Пожилой человек крикнул ему: «После того как ты играл сегодня, Алекс, тебе должно быть повезло, что кто-то хочет твоего автографа». Затем Риос ответил «А кто даёт, блядь?». Он извинился на следующий день, но в конце концов был помещён на драфт отказов и перешёл в «Чикаго Уайт Сокс».

## В музыке
Один из самых известных хеклингов в истории музыки произошёл на концерте Боба Дилана в Манчестерском зале свободной торговли в 1966 году. В момент между песнями один из зрителей очень громко и чётко выкрикнул «Иуда!», ссылаясь на так называемое предательство Дилана народной музыки и уход в электронную. Дилан ответил: «Я тебе не верю, ты лжец!», потом сказал своей группе: «Играйте, блядь, громче!». Они сыграли эйсид-версию «Like a Rolling Stone». Этот инцидент был снят на плёнку, и полный концерт был выпущен как четвёртый том серии «Live Bootleg Dylan».

## В комедии
Хеклинг часто присутствует на стендапах, особенно на выступлениях на открытой сцене, где зрители употребляют алкоголь. Это рассматривается как признак того, что зрители становятся нетерпеливыми к тому, что они считают некачественным выступлением. Некоторые комедианты игнорируют хеклинг и не любят эту практику. В интервью для документального фильма BBC Билли Коннолли сказал, что он ненавидит хеклеров и что у него нет ни одного хорошего слова, чтобы сказать о хеклерах. Другие стендап-комедианты разрабатывают стратегию отпора хеклерам, как правило, имея запас ответов (так называемых «уничтожающий ответ») под рукой. Идея состоит в том, чтобы заставить аудиторию смеяться над хеклером.
Кроме того, живые комедийные площадки, как правило, препятствуют хеклерам посредством вывесок и политики приёма, но склонны терпеть это. В некоторых городах есть «ночи хекла», где активно поощряется хеклинг.
Комедийный сериал «Маппет-шоу» показал пару хеклеров по имени Сталтера и Уолдорфа. Эти персонажи создали своего рода мета-комедийный акт, в котором выступали в качестве своего обычного комического дуэта, хотя они иногда шутили и у других персонажей.
Ещё одно примечательное использование хеклинга в комедии — культовый сериал «Таинственный театр 3000 года». В нём задействован человек (либо Джоэл Робинсон, либо Майк Нельсон) и два робота (Том Серво и Кроу Т. Робот) сидящих в театре и насмехающихся над плохими фильмами категории B.
В одной из пьес Роуэна Аткинсона «Школьный учитель», хеклер прервал его игру, крикнув «Здесь!», когда Аткинсон читал забавные имена в списке учеников. Роуэн сымпровизировал, сказав: «У меня ещё есть список наказанных …».